# Satrup
Satrup là một đô thị thuộc huyện Schleswig-Flensburg, trong bang Schleswig-Holstein, nước Đức. Đô thị Satrup có diện tích 23,99 km², dân số thời điểm 31 tháng 12 năm 2006 là 3578 người. Đô thị này có cự ly khoảng 20 km về phía bắc của Schleswig, và 15 km về phía đông nam của Flensburg.
Satrup là thủ phủ của Amt ("đô thị chung") Mittelangeln.